# 쉬나무

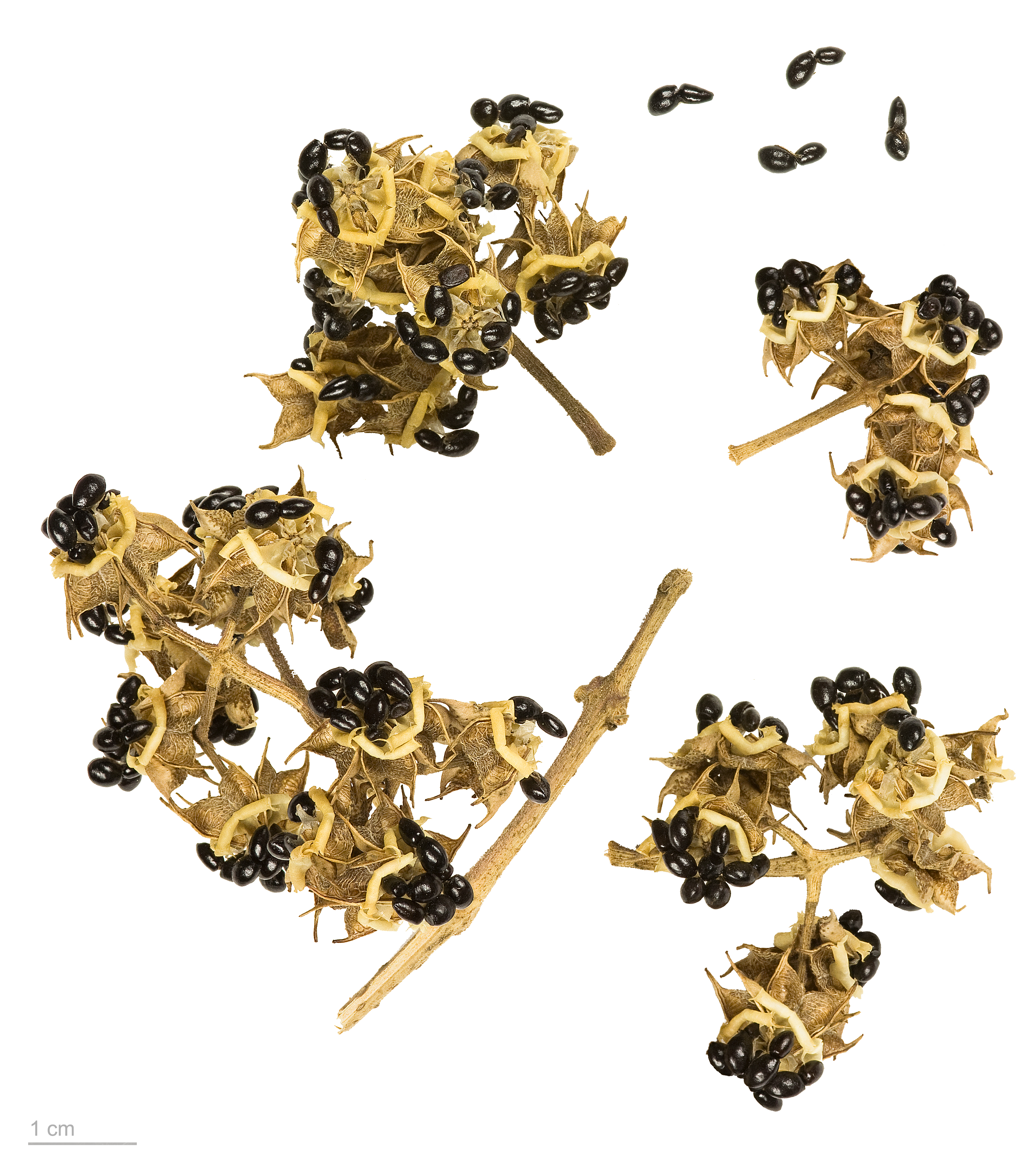
Tetradium daniellii

쉬나무(문화어: 수유나무)는 운향과의 잎 지는 넓은잎 큰키나무이다.

## 생태
한국 중부 이남의 마을 근처나 산기슭에서 자란다. 높이는 약 7~15 미터이고 잎은 마주나며, 타원형 잔잎 7~11장이 깃 모양으로 달려 겹잎을 이룬다. 잎 가장자리에는 잔톱니가 있다. 8월에 작은 흰색 꽃이 취산꽃차례를 이루어 피며 10월에 열매가 붉은색으로 익는다.

## 쓰임새
옛날에는 검은 색을 띠는 타원형 씨에서 기름을 짜서 등잔 기름, 머릿기름, 해충 구제약 따위로 사용했다. 꽃이 드문 초여름에 꽃이 피며, 또한 꿀 생산량에 많아 양봉에 도움이 된다.

## 사진

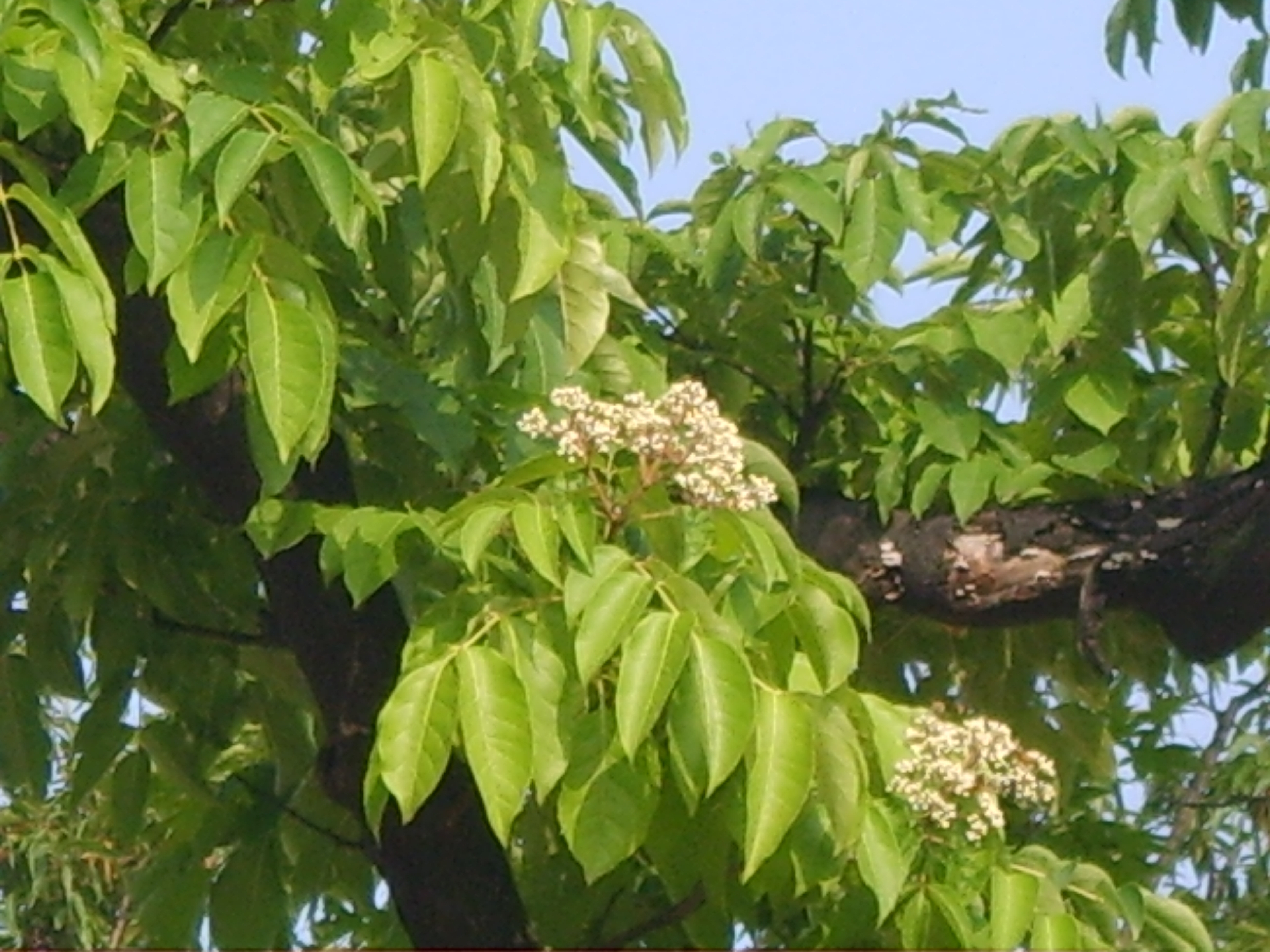
꽃
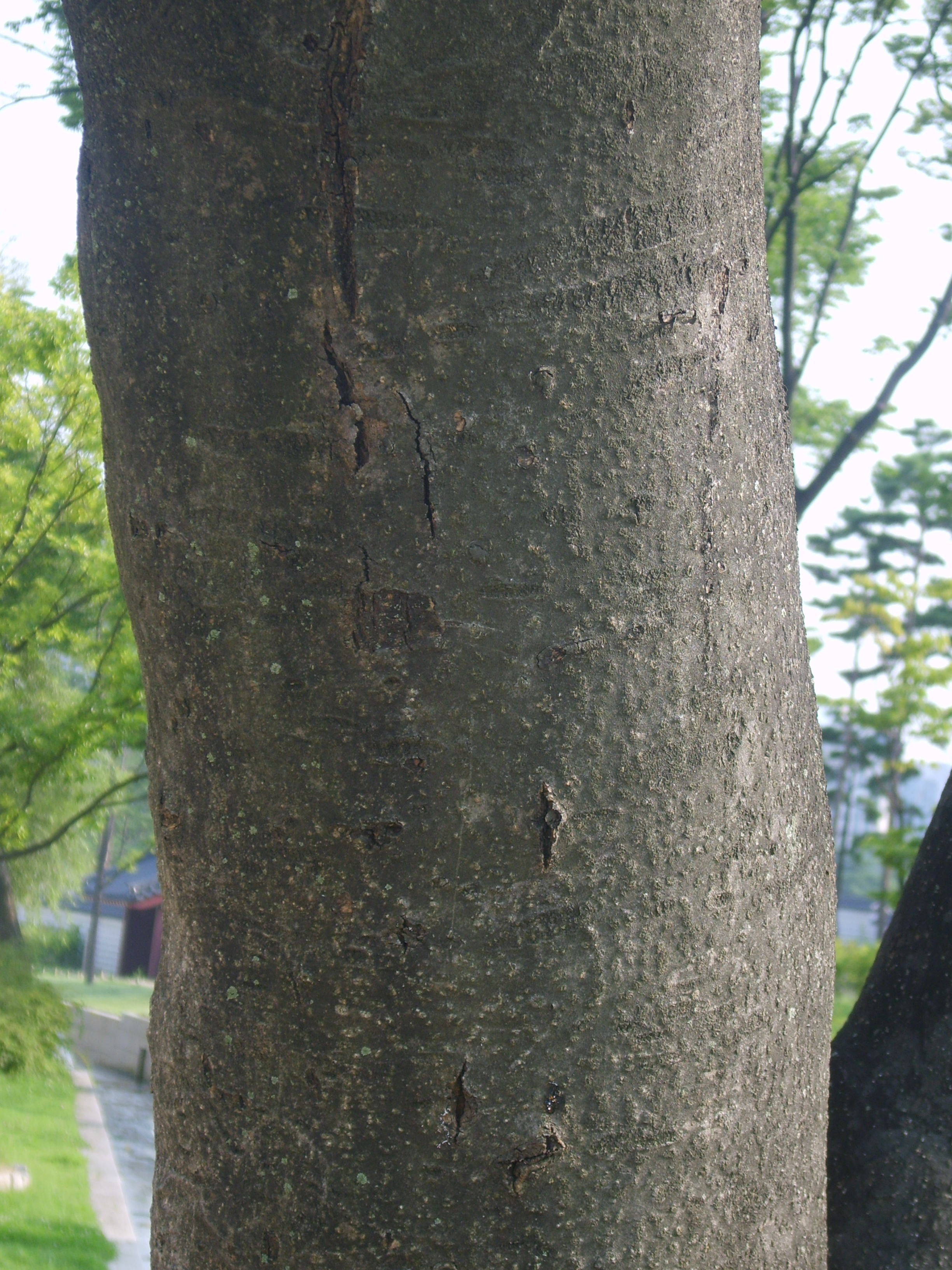
줄기

## 참고 문헌
- https://korapis.or.kr/book_beeplant/index.html 이 문서에는 다음커뮤니케이션(현 카카오)에서 GFDL 또는 CC-SA 라이선스로 배포한 글로벌 세계대백과사전의 내용을 기초로 작성된 글이 포함되어 있습니다.